# Alewijn (Adels- und Patriziergeschlecht)

Wappen des Adelsgeschlechts Alewijn (1885)

Die Alewijn (Alewyn) waren ein niederländisches Patrizier- und Adelsgeschlecht.

## Geschichte
Die Familie kommt erstmals im Amsterdam des 16. Jahrhunderts vor, wo sie im Handel tätig war. Im folgenden Jahrhundert gelang ihnen der Einstieg in die Stadtregierung Amsterdams. Im Jahre 1623 wurde die Familie in den französischen Adel erhoben. Grund dafür war die Behauptung, das Geschlecht entstamme dem französischen Adel und hieß vormals De Halluin. In den Jahren 1815 und 1833 erfolgte die Einführung in den neuen niederländischen Adel. Neben dem Prädikat Jonkheer wurde einem Familienzweig im Jahre 1885 der Titel Ritter verliehen. Heutzutage ist die Familie nur noch in Deutschland nachweisbar.
Bürgermeister von Amsterdam:
- Fredrick Alewijn (1737–1804)

Andere Personen:
- Abraham Alewijn (1664–1721), Jurist, Dramatiker, Dichter und Verfasser von Liedtexten

## Abbildungen

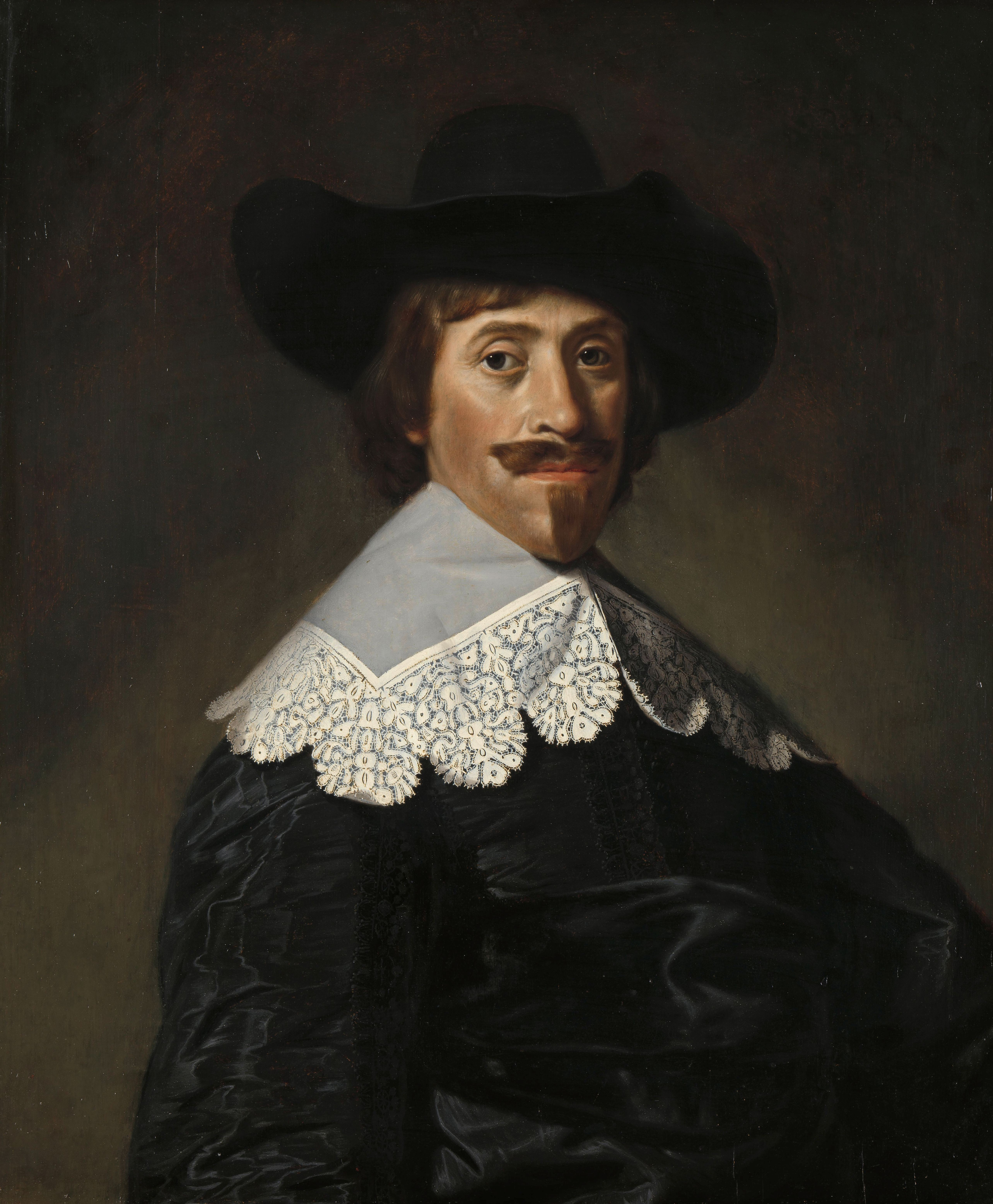
Fredrick Dircksz. Alewijn (1603–1665)
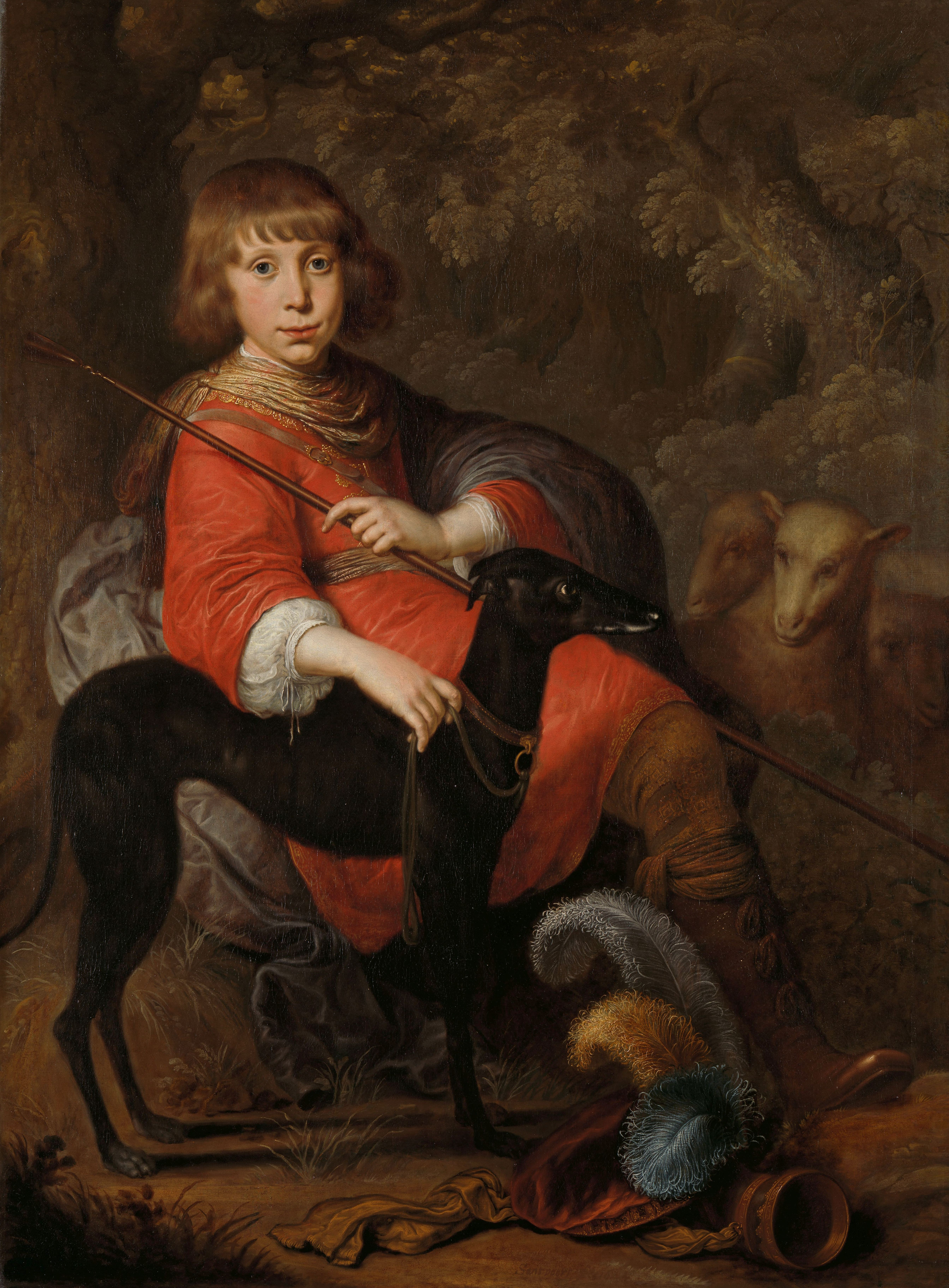
Marten Alewijn (1634–1684)
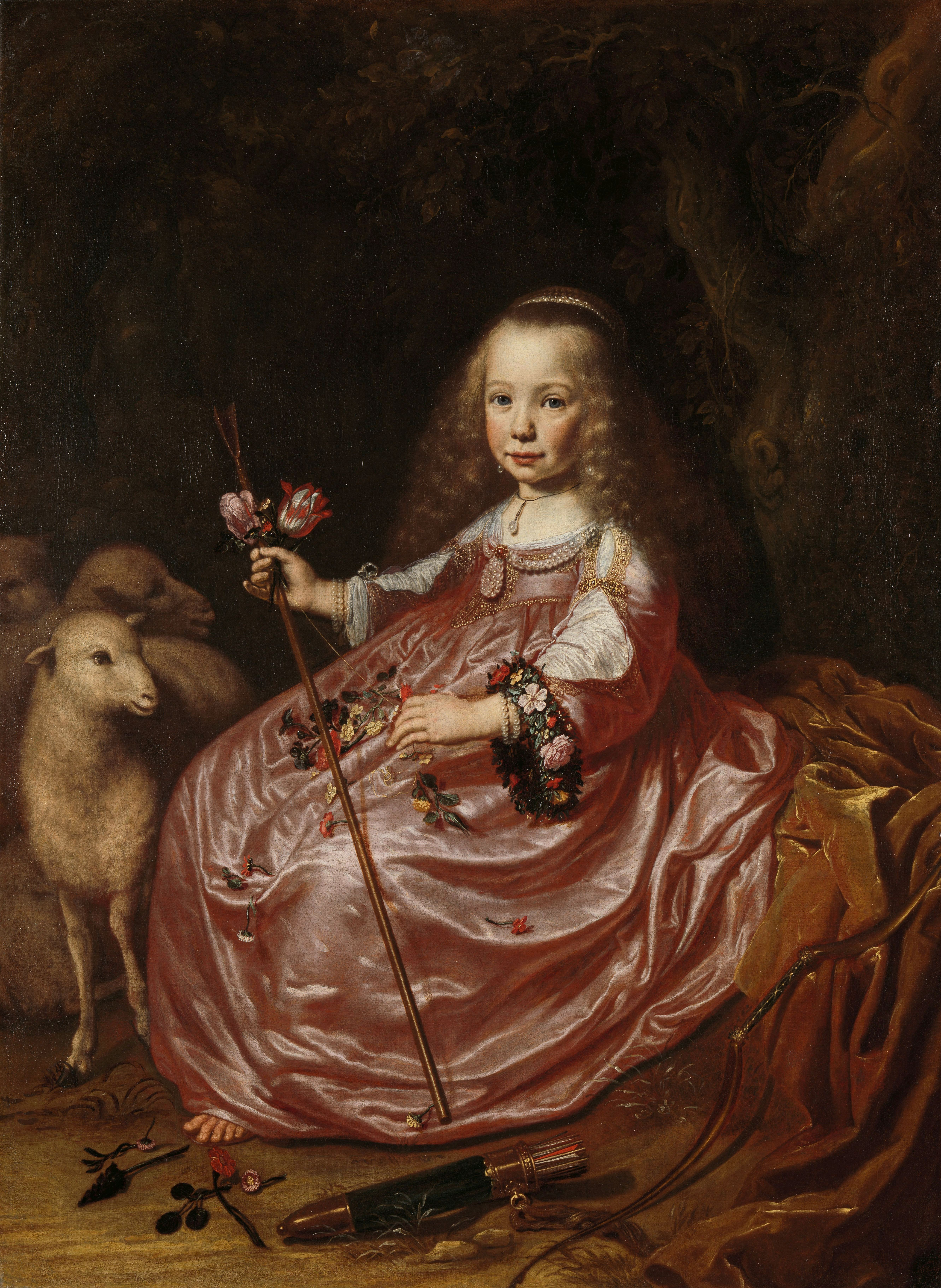
Clara Alewijn (1635–1674)
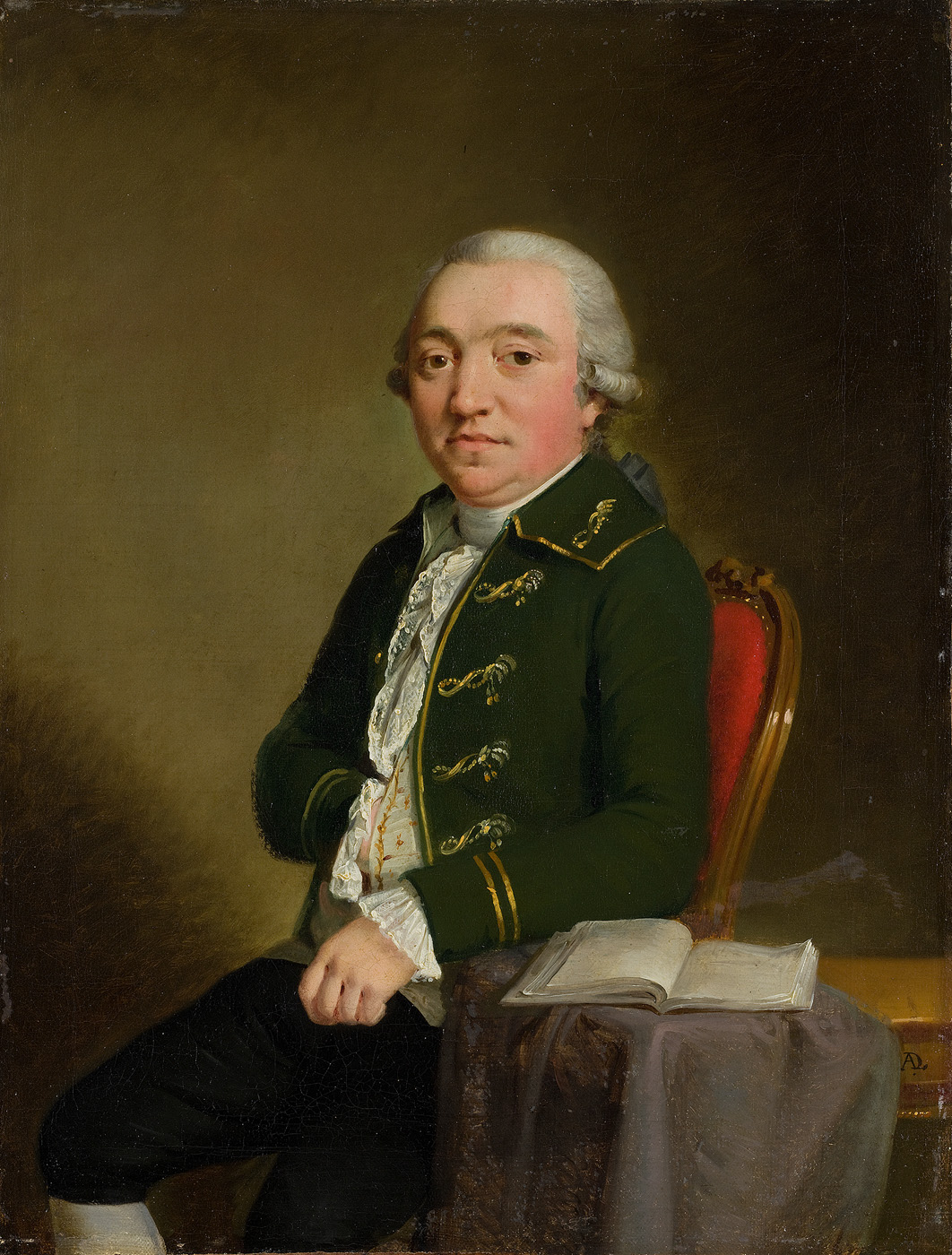
Jacob Alewijn (1756–1789)
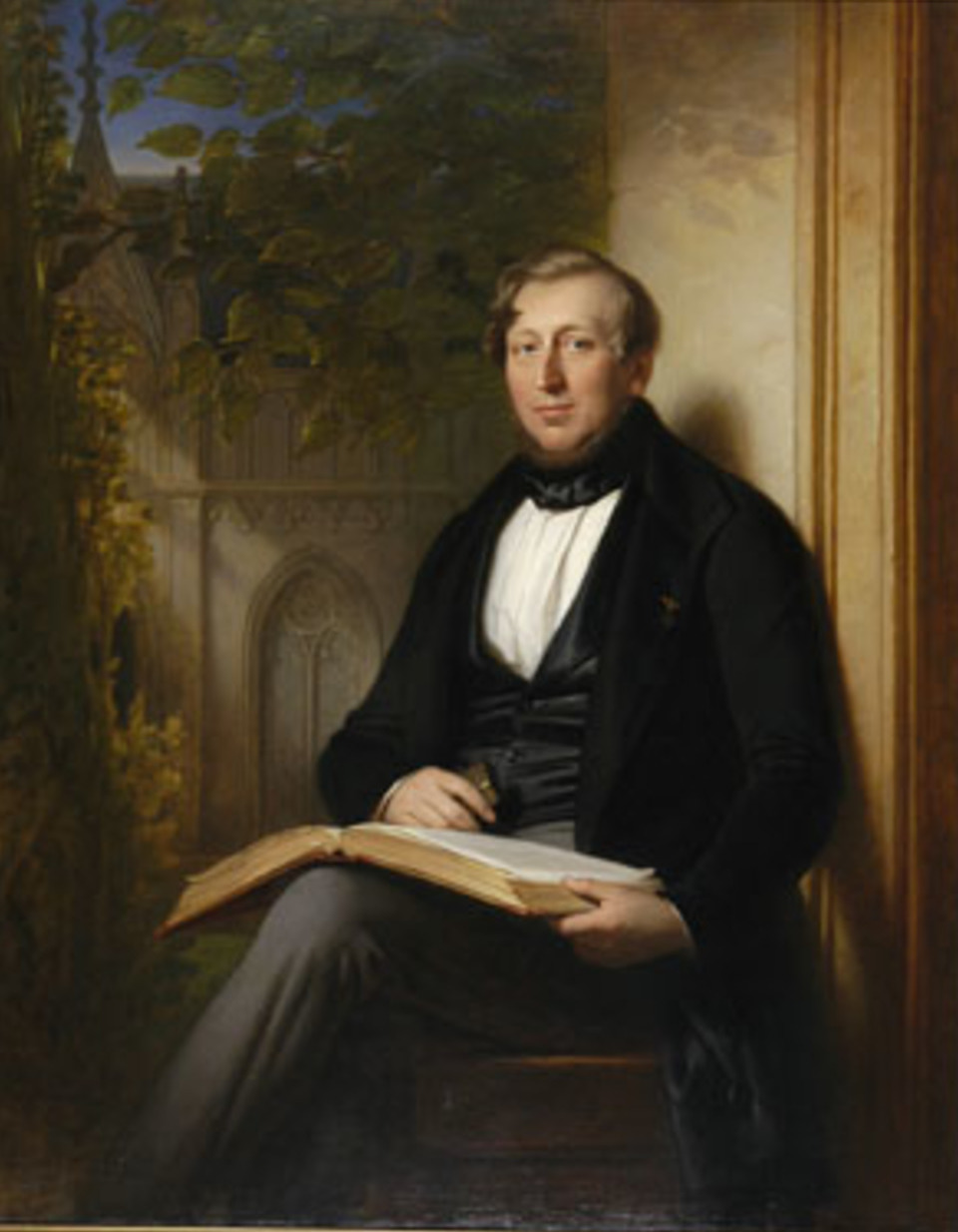
Jonkheer Pieter Opperdoes Alewijn (1800–1875)
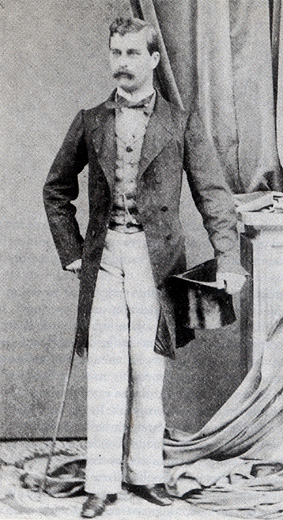
Jonkheer Jean Frédéric Alewijn (1833–1900)

## Weblink
- "Opmerkingen over de geslachten behandeld in Nederland's Adelsboek" (1949), S. 13 (PDF; 8,8 MB)